# Corydon (Iowa)
Corydon es una ciudad ubicada en el condado de Wayne en el estado estadounidense de Iowa. En el año 2010 tenía una población de 1.585 habitantes y una densidad poblacional de 439,06 personas por km².

## Geografía
Según la Oficina del Censo de los Estados Unidos, la localidad tiene un área total de 3,61 km², la totalidad de los cuales 3,61 km² corresponden a tierra firme.

## Demografía
Según el censo de 2010, había 1.585 personas residiendo en la localidad. La densidad de población era de 439,06 hab./km². Había 785 viviendas con una densidad media de 217,45 viviendas/km². El 98,99% de los habitantes eran blancos, el 0,06% afroamericanos, el 0,19% amerindios, el 0,06% asiáticos, el 0,19% de otras razas, y el 0,5% pertenecía a dos o más razas. El 0,44% de la población eran hispanos o latinos de cualquier raza.
Según la Oficina del Censo en 2000 los ingresos medios por hogar en la localidad eran de $28,542 y los ingresos medios por familia eran $40,231. Los hombres tenían unos ingresos medios de $31,250 frente a los $18,523 para las mujeres. La renta per cápita para la localidad era de $17,496. Alrededor del 12.1% de la población estaban por debajo del umbral de pobreza.